# William Addis
William Addis (1734 –1808) fue un empresario inglés que se cree produjo el primer cepillo de dientes en masa en 1780.
Addis nació en 1734 en Inglaterra, probablemente en Clerkenwell, Londres.
En 1770, Addis había sido encarcelado por causar disturbios en Spitalfields. Mientras estaba en prisión, y observando el uso de una escoba para barrer el suelo, decidió que el método predominante utilizado para limpiar los dientes en ese momento -concha aplastada u hollín- con un paño era ineficaz y podía ser mejorado. Para ello, salvó un pequeño hueso de animal que había sobrado de la comida que había comido la noche anterior, en la que perforó pequeños agujeros. Luego obtuvo algunas cerdas de uno de sus guardias, que ató en mechones que luego pasó a través de los agujeros en el hueso, y que finalmente selló con pegamento.
Después de su liberación, comenzó un negocio para fabricar los cepillos de dientes que había construido, y pronto se hizo muy rico. Murió en 1808, y dejó el negocio a su hijo mayor, también llamado William, que permaneció en propiedad familiar hasta 1996. Bajo el nombre de Wisdom Toothbrush, la empresa fabricaba en 2010 70 millones de cepillos de dientes al año en el Reino Unido.
Por 1840, los cepillos de dientes se producían en masa en Inglaterra, Francia y Alemania; y a finales de ese siglo tambiénen Japón.